# Championnat de Serbie de football de deuxième division 2015-2016
 (octobre 2020).
Navigation
Édition précédente Édition suivante
La saison 2015-2016 du championnat de Serbie de football D2 est la 10e édition de l'histoire de la compétition. Le deuxième championnat dans la hiérarchie du football serbe oppose seize clubs en une série de trente rencontres disputée selon le système aller-retour où les différentes équipes s'affrontent une fois par phase. La saison commence le 15 août 2015 et prend fin le 29 mai 2016.
Lors de cette saison, seize équipes s'affrontent dont trois relégués de première division que sont Napredak, Donji Srem et Radnički 1923, ainsi que quatre promus de troisième division que sont Loznica, Dinamo, ČSK Pivara et Zemun.
À l'issue de la saison, deux relégués de première division remplacent les deux promus du championnat qui joueront dans la division supérieure.
Les quatre derniers du championnat sont relégués en troisième division et sont remplacés par les quatre promus de cette même division pour l'édition suivante.

## Équipes

### Participants
| \| Dinamo Bačka Bežanija Zemun Loznica Donji Srem Sinđelić Inđija Sloga Petrovac na Mlavi ČSK Pivara Čelarevo Proleter Sloboda Radnički 1923 BSK Napredak Kolubara \| Localisation des clubs engagés dans le championnat. |
| Dinamo Bačka Bežanija Zemun Loznica Donji Srem Sinđelić Inđija Sloga Petrovac na Mlavi ČSK Pivara Čelarevo Proleter Sloboda Radnički 1923 BSK Napredak Kolubara                                                           |